# رافاييل راميريز (لاعب كرة قاعدة)
رافاييل راميريز (بالإنجليزية: Rafael Ramírez)‏ هو لاعب كرة قاعدة دومينيكاوي، ولد في 18 فبراير 1958 في سان بيدرو دي ماكوريس في جمهورية الدومينيكان.

## وصلات خارجية
- رافاييل راميريز على موقع دوري كرة القاعدة الرئيسي (الإنجليزية)
- رافاييل راميريز على موقعبيزبول رفرنس.كوم (الدوري الرئيسي) (الإنجليزية)
- رافاييل راميريز على موقع مشجعي الرسوم البيانية (الإنجليزية)